# Audi e-tron GT
Audi e-tron GT este o mașină executivă electrică cu baterii, produsă de Audi de la sfârșitul anului 2020, ca parte a sub-brandului electric e-tron, și al treilea model complet electrică, după SUV-urile e-tron și e-tron Sportback. Bazat pe platforma J1 partajată cu Porsche Taycan, mașina a fost pusă în vânzare în martie 2021.